# Вербівська сільська рада (Балаклійський район)
Вербівська сільська́ ра́да — колишній орган місцевого самоврядування в Балаклійському районі Харківської області. Адміністративний центр — село Вербівка.

## Загальні відомості
- Вербівська сільська рада утворена в 1920 році.
- Територія ради: 49,872 км²
- Населення ради: 3 515 осіб (станом на 2001 рік)
- Територією ради протікають річки Середня і Нижня Балаклійка.

## Населені пункти
Сільській раді були підпорядковані населені пункти:
- с. Вербівка

## Склад ради
Рада складалася з 22 депутатів та голови.
- Голова ради: Одерій Віктор Іванович
- Секретар ради: Нечитайло Тамара Іллівна

### Керівний склад попередніх скликань
| Прізвище, ім'я, по батькові | Основні відомості                                                         | Дата обрання | Дата звільнення |
| --------------------------- | ------------------------------------------------------------------------- | ------------ | --------------- |
| Одерій Віктор Іванович      | Сільський голова, 1946 року народження, освіта вища, безпартійний         | 26.03.2006   | 31.10.2010      |
| Одерій Віктор Іванович      | Сільський голова, 1946 року народження, освіта вища, член Партії регіонів | 31.10.2010   |                 |

Примітка: таблиця складена за даними сайту Верховної Ради України

### Депутати
За результатами місцевих виборів 2010 року депутатами ради стали:

#### За суб'єктами висування
| Суб'єкт висування    | Кількість обраних депутатів | %    |
| -------------------- | --------------------------- | ---- |
| Партія регіонів      | 12                          | 54,5 |
| Самовисування        | 8                           | 36,4 |
| Єдиний Центр         | 1                           | 4,5  |
| Партія «Відродження» | 1                           | 4,5  |

#### За округами
| № округу             | Прізвище, ім'я, по батькові      | Дата визнання обраним | Освіта  | Партійна приналежність            | Відомості про обраного депутата                          |
| -------------------- | -------------------------------- | --------------------- | ------- | --------------------------------- | -------------------------------------------------------- |
| Єдиний Центр         |                                  |                       |         |                                   |                                                          |
| 9                    | Ізотова Світлана Юріївна         | 02.11.2010            | вища    | член Єдиного Центру               | Пришибська загальноосвітня школа, вчитель                |
| Партія «ВІДРОДЖЕННЯ» |                                  |                       |         |                                   |                                                          |
| 18                   | Нагорна Леся Василівна           | 02.11.2010            | середня | член Партії «ВІДРОДЖЕННЯ»         | Балаклійська залізниця СТГО, робітниця                   |
| Партія регіонів      |                                  |                       |         |                                   |                                                          |
| 1                    | Рябокінь Павло Олексійович       | 02.11.2010            | вища    | член Партії регіонів              | Балаклійський «Райавто дор», головний інженер            |
| 2                    | Нечитайло Тамара Іллівна         | 02.11.2010            | вища    | член Партії регіонів              | Вербівсь ка сільська рада, секретар сільської ради       |
| 3                    | Лисенко Олександр Володимирович  | 02.11.2010            | вища    | член Партії регіонів              | Балаклійський «Енергозбут», інспектор контролю та обліку |
| 5                    | Личов Олег Миколайович           | 02.11.2010            | середня | член Партії регіонів              | Балаклійське УГГ ВАТ"Харківгаз", інспектор               |
| 7                    | Павлов Віталій Володимирович     | 02.11.2010            | середня | член Партії регіонів              | Балаклій ський центр «Електрозв'язку», головний інженер  |
| 10                   | Д'яченко Надія Миколаївна        | 02.11.2010            | середня | член Партії регіонів              | Вербівська сільська рада, спеціаліст                     |
| 11                   | Івченко Ольга Іванівна           | 02.11.2010            | вища    | член Партії регіонів              | Вербівська сільська рада, головний бухгалтер             |
| 13                   | Пономаренко Сергій Володимирович | 02.11.2010            | середня | член Партії регіонів              | приватний підприємець                                    |
| 15                   | Воловик Роман Володимирович      | 02.11.2010            | вища    | член Партії регіонів              | Балаклійський «Райавто дор», інженер                     |
| 17                   | Скирта Микола Григорович         | 02.11.2010            | середня | член Партії регіонів              | Балаклійський ПК «Укрцемент», головний енергетик         |
| 19                   | Довгань Світлана Сергіївна       | 02.11.2010            | середня | член Партії регіонів              | Вербівська амбулаторія сімейного лікаря, фельдшер        |
| 21                   | Скринник Олена Олександрівна     | 02.11.2010            | вища    | член Партії регіонів              | тимчасово не працює                                      |
| Самовисування        |                                  |                       |         |                                   |                                                          |
| 4                    | Мартинова Тетяна Дмитрівна       | 02.11.2010            | вища    | позапартійна                      | Вербівський дошкільний заклад, вихователь                |
| 6                    | Дерев'янко Петро Володимирович   | 02.11.2010            | вища    | позапартійний                     | ТОВ «Баутехнік», оператор                                |
| 8                    | Олєйніков Олексій Павлович       | 02.11.2010            | середня | позапартійний                     | ВАТ АФ «Вербівське», завідувач автопарку                 |
| 12                   | Лимаренко Катерина Михайлівна    | 02.11.2010            | середня | позапартійна                      | приватне підприємство, керівник                          |
| 14                   | Кузіна Тетяна Володимирівна      | 02.11.2010            | середня | позапартійна                      | Балаклійський центр зайнятості                           |
| 16                   | Літвінов Віталій Микитович       | 02.11.2010            | середня | член Комуністичної партії України | пенсіонер                                                |
| 20                   | Харлац Альберт Йосипович         | 02.11.2010            | середня | позапартійний                     | ДПДРЗ Балаклійський «Ремзавод», майстер АТК              |
| 22                   | Дерев'янко Наталія Миколаївна    | 02.11.2010            | вища    | позапартійна                      | тимчасово не працює                                      |